# Nina Petrowna Rotschewa
Nina Petrowna Rotschewa (russisch Нина Петровна Рочева; * 13. Oktober 1948 in Pokschai, Oblast Kirow als Nina Seljunina; † 8. Januar 2022 in Syktywkar, Republik Komi) war eine sowjetische Skilangläuferin.
Rotschewa trat erstmals international bei der Winter-Universiade 1972 in Lake Placid an. Dort holte sie Bronze über 5 km, Silber über 10 km und Gold mit der Staffel. Bei den Skiweltmeisterschaften 1974 gewann sie mit ihren Teamkolleginnen Nina Baldytschewa, Raissa Smetanina und Galina Kulakowa im Staffelwettbewerb die Goldmedaille. Bei der Ski-WM vier Jahre später wurde sie im Einzelrennen über 10 Kilometer Achte. Die Staffel über viermal 5 Kilometer mit Sinaida Amossowa, Smetanina und Kulakowa beendete sie mit dem Gewinn der Bronzemedaille. Rotschewa qualifizierte sich ebenfalls für die Olympischen Winterspiele 1980 in Lake Placid. Im Einzelwettbewerb über 5 Kilometer landete sie auf dem 15. Platz; im Staffelrennen wurde sie mit Baldytschewa, Kulakowa und Smetanina Zweite. Bei den Schwedischen Skispielen siegte sie 1974, 1975 und 1979 mit der Staffel. Außerdem wurde sie bei den Lahti Ski Games im Jahr 1973 Dritte mit der Staffel und 1979 Erste mit der Staffel.
Rotschewa gewann im Laufe ihrer aktiven Karriere drei nationale Meistertitel: 1978 über 30 Kilometer sowie in der Staffel und 1980 nochmals im Staffelwettbewerb.
Rotschewa war mit dem ehemaligen Skilangläufer Wassili Rotschew verheiratet. Ihr Sohn Wassili und ihre Tochter Olga wurden ebenfalls Skilangläufer.